# احمد رمضان‌پور نرگسی
احمد رمضان‌پور نرگسی (زادهٔ ۱۳۳۹ در صومعه‌سرا) نمایندهٔ حوزهٔ انتخابیهٔ رشت در دورهٔ ششم مجلس شورای اسلامی بوده‌است. وی پیش‌تر در دورهٔ پنجم نیز عضو این مجلس بود.
وی در انتخابات پنجمین دوره شورای اسلامی شهر و روستا توانست با کسب ۲۷ هزار و ۸۷۷ رای به عنوان نفر اول به عضویت شورای اسلامی شهر رشت درآید. وی همچنین شهردار رشت از سال ۶۳ تا ۶۵ بوده‌است.